# Saniya Habboub
Dr. Saniya Moustafa Habboub (Arabisch: سنية حبوب) (Beiroet, 1901 – september 1983) was een Libanese arts. Zij was de eerste Libanese vrouw die een medische graad behaalde in het buitenland. In 1931 studeerde ze af aan het Western College of Women in Oxford. Twee jaar later specialiseerde ze zich in gynaecologie en verloskunde aan het Woman's Medical College of Pennsylvania.

## Biografie

### Jeugd en opleiding
Habboub werd geboren in Beiroet als tweede van vijf kinderen in een welgestelde moslimfamilie. Haar vader, Moustafa Habboub, was een succesvolle leerhandelaar en hij hechtte veel waarde aan onderwijs. Haar moeder, Adila al-Jazairy, was analfabeet maar stond erop dat haar dochters zouden studeren. Habboub volgde onderwijs aan de American School for Girls (ASG), het American Junior College for Women (AJCW) en de Amerikaanse Universiteit van Beiroet (AUB).
Op veertienjarige leeftijd liep ze tyfus op en verloor ze haar jongere zus Afifeh aan deze ziekte. Zelf hield ze er blijvende schade aan haar been aan over, wat resulteerde in een levenslange beperking.
Omdat vrouwen destijds niet werden toegelaten tot de medische opleiding aan de AUB, besloot Habboub haar studie voort te zetten in de Verenigde Staten. Ze was de eerste Libanese vrouw die dat deed. Op 11 augustus 1926 vertrok ze per schip naar New York. Ze behaalde haar medische graad in 1931 aan het Western College of Women in Oxford, Ohio. Aansluitend volgde ze een tweejarige specialisatie in gynaecologie en verloskunde aan het Woman's Medical College of Pennsylvania in Philadelphia. Ze schonk later uit dankbaarheid een studiebeurs aan deze instelling.

### Carrière
In 1933 keerde Habboub terug naar Libanon, waar ze een privépraktijk in Bab Idriss opende. Ze was de eerste vrouw die een eigen praktijk leidde zonder samenwerking met een mannelijke arts. Ze verwierf bekendheid onder de inwoners van de wijk Basta, die haar accepteerden als arts ondanks haar geslacht. Ze was medeoprichter van het Libanese Rode Kruis, waar ze jarenlang vrijwilliger voor was. Ook werkte ze voor het Moslimweeshuis, de Jonge Moslimvrouwenvereniging en was ze schoolarts aan haar oude school ASG. In 1965 ging Habboub met pensioen.

### Persoonlijk
Op haar zestiende trouwde ze met een buurman, een arts. Het was geen gearrangeerd huwelijk, maar na twee jaar ging het stel uit elkaar. Habboub keerde vervolgens terug naar Beiroet om haar opleiding voort te zetten.
In 1937 trouwde Habboub met journalist Mohammed al-Naqqash, die ze had ontmoet toen hij haar kwam interviewen. Hij was twaalf jaar jonger dan zij, wat destijds een ongebruikelijke keuze was. Het echtpaar kreeg twee dochters. Tijdens de Libanese Burgeroorlog werd haar kliniek geplunderd, slechts haar stethoscoop en één diploma werden gespaard. Deze gebeurtenis trof Habboub diep.
Ze overleed in 1983 op 82-jarige leeftijd aan alvleesklierkanker, een ziekte die ze zelf had gediagnosticeerd.

## Erkenning en nalatenschap
Habboub wordt beschouwd als een pionier voor Arabische vrouwen in de geneeskunde. Ze was niet alleen de eerste Libanese vrouw die in het buitenland een medische graad behaalde, maar ook de eerste die zelfstandig een huisartsenpraktijk opende in Beiroet. Door haar toewijding aan betaalbare zorg behandelde zij decennialang vrouwen uit achtergestelde milieus gratis en maakte zij huisbezoeken.
In 1982 werd haar vijftigjarige carrière bekroond met de Medaille van Verdienste in de Gezondheidszorg van de Libanese regering. Een straat in de wijk Ramlet el-Baida in Beiroet werd naar haar vernoemd. In 2022 werd ze internationaal geëerd met een Google Doodle.
Habboub stond bekend om haar sobere levensstijl en pragmatische instelling. Ze gaf weinig om uiterlijk vertoon en hechtte meer waarde aan dienstbaarheid dan aan bezit. Haar kleindochter herinnert zich haar uitspraak: “Geld is een dienaar, geen doel.” Hoewel ze haar dochters vrij liet in hun levenskeuzes, was ze overtuigd van de kracht van onderwijs. In een postuum gepubliceerd artikel schreef ze over de vooruitgang van vrouwen in het hoger onderwijs: “Jullie zijn niet langer een onderwerp van verbazing, spot of schaamte; geen vreemd, ongetemd wezen meer dat afgezonderd is van de groep.”